# Cognitiewetenschap
Cognitiewetenschap (in het Engels: Cognitive Science) is een relatief jonge tak van wetenschap, die zich richt op de studie van cognitieve functies. Tot deze functies rekent men waarneming, denken, leren, motoriek en taalgebruik. Hierbij wordt de cognitiewetenschap tot een interdisciplinaire onderneming tussen psychologie, neurowetenschap, informatica, linguïstiek en filosofie. Ze heeft hierdoor niet zozeer de status van een vakwetenschap, maar eerder van een interdiscipline.

## Algemeen
Cognitiewetenschap (van het Latijnse cognoscere, dat  weten of kennen betekent) is de wetenschappelijke studie van mentale processen en verschijnselen en intelligentie bij mens en dier. Het gaat zowel over kennisverwerving en -verwerking als over het vermogen tot redeneren en probleemoplossen (intelligentie) en het gebruik van taal.
Het is dus grotendeels een tak van de (cognitieve) psychologie, maar heeft ook belangrijke raakvlakken met kunstmatige intelligentie, filosofie, neurowetenschap, wiskunde, en linguïstiek. Ook herkent men tegenwoordig culturele determinanten van cognitie, zoals bestudeerd in de cognitieve antropologie, als studieobject. Tevens heeft het bestuderen van denkprocessen bijgedragen tot de ontwikkeling van kennistechnologie en kunstmatige intelligentie.
Typisch voor de cognitiewetenschap is overigens het ontwikkelen van theorieën over psychologische informatieverwerking, en het testen van deze theorieën op hun adequaatheid door middel van computermodellen. Hiervoor bestaan verschillende gespecialiseerde modelleertalen, waaronder ACT-R. In de cognitiewetenschap gebruikt men niet alleen technieken uit de klassieke kunstmatige intelligentie, maar ook kunstmatige neurale netwerken die zijn afgeleid van de werking de bouwstenen van het biologische brein.

## Historie
Pogingen om de menselijke geest en haar werking te doorgronden gaan op z'n minst terug naar de Antieke Griekse Oudheid, waar filosofen als Plato en Aristoteles de natuur van menselijke kennis trachten te verklaren. De studie van de geest blijft tot in de 19de eeuw het domein van de filosofie, de Filosofie van de geest genaamd, tot de experimentele psychologie wordt ontwikkeld. Wilhelm Wundt en zijn studenten initieren laboratoriummethoden van de systematische studie van mentale vaardigheden.
Tijdens de eerste helft van de twintigste eeuw was het behaviorisme een toonaangevende stroming in de psychologie. Volgens het behaviorisme is het gedrag van mens en dier uitsluitend wetenschappelijk verklaarbaar in termen van objectief waarneembare stimuli en gedragsresponses.
Veel wetenschappers waren echter in toenemende mate ontevreden met de flagrante verwaarlozing c.q. ontkenning door het behaviorisme van interne mentale verschijnselen. Samen met de opkomst van de digitale computer en onder meer de invloedrijke theorieën van de taalkundige Noam Chomsky, leidde dit in de jaren 50 van de twintigste eeuw tot de zogenaamde cognitieve wending in de psychologie: men ging gedrag en mentale verschijnselen zien als functie van de informatieverwerkende capaciteiten van het brein en het zenuwstelsel.
De cognitiewetenschap kan in dit verband worden beschouwd als een interdisciplinaire aanpak waarbij de verschillende vakgebieden hun eigen methoden en technieken aandragen om zo tot een vruchtbare samenwerking te komen.

## Cognitiewetenschappers
Wetenschappers die belangrijke bijdragen hebben geleverd op het gebied van de Cognitiewetenschap zijn:
- Aaron T. Beck
- David Chalmers
- Noam Chomsky
- Donald Davidson
- Daniel Dennett
- Robert Dilts
- Gerald Edelman
- Leon Festinger
- Jerry Fodor
- Michael Gazzaniga

- J.P. Guilford
- Erich Harth
- Steven Hayes
- Donald Hebb
- Francis Heylighen
- Allan Hobson
- Douglas Hofstadter
- Julian Jaynes
- Albert Kok
- Alfred Korzybski

- Stephen Kosslyn
- Pim Levelt
- Maurice Merleau-Ponty
- Gabriel Pareyon
- Irene Pepperberg
- Steven Pinker
- Michael Posner
- Hilary Putnam
- Edward B. Titchener
- Amos Tversky